# Bartholomæus Hoff
Bartholomæus Hoff (født 25. oktober 1840 på Vestrupmølle, Saltum Sogn i Vendsyssel, død 24. marts 1912 i København) var lærer og senere rektor på Sorø Akademi.
Hoff blev student fra Aalborg Kathedralskole i 1858 og cand.philol. fra Københavns Universitet i 1865. Efter to år som huslærer blev han adjunkt på Sorø Akademi i 1867, forfremmet til overlærer (dvs. lektor) i 1884, og blev til slut skolens rektor 1894-1911.
Rektor Hoff har skrevet pædagogiske afhandlinger i Vor Ungdom og skrevet lærebøger i oldislandsk og svensk. Han underviste i latin, græsk, dansk og oldnordisk og tog ivrigt del i diskussionen om kultur, samfundslære og historie. Han var ugift. Arkiv.dk har flere portrætfotos af rektor Hoff.